# Radoš Čubrić
Radoš Čubrić (Kraljevo, 1934. január 20. – Kraljevo, 2017. augusztus 20.) jugoszláv-szerb kerékpárversenyző, olimpikon.

## Pályafutása
Részt vett az 1972-es müncheni olimpián, ahol országúti csapatversenyben a 21. helyen végzett. Csapattársai Cvitko Bilić, Jože Valenčič és Janez Zakotnik voltak.